# لويل كويل
لويل كويل (بالإنجليزية: Lowell Cowell) هو مهندس أمريكي، ولد في 10 أكتوبر 1945 في مورغانتاون في الولايات المتحدة، وتوفي في 12 نوفمبر 2018.